# Paul Biver
Pour les articles homonymes, voir Biver.
Le comte Paul Biver, né le 2 août 1886 au château de Villiers-le-Bâcle (Essonne), propriété familiale, et mort en 1952 à Jouy-en-Josas (Yvelines), est un historien de l’art de la première partie du XXe siècle. Il s’est détourné d’une carrière scientifique pour s’orienter vers l’histoire et l’histoire de l’art en particulier.
Sa thèse sur l’Histoire du château de Meudon, publiée en 1923, est toujours une référence. Il a également publié une Histoire du château de Bellevue (commune de Meudon), ayant appartenu à madame de Pompadour. Il a fondé une congrégation. Il est d’ailleurs inhumé dans la chapelle de l’abbaye d’Ourscamp (Oise).